# Giochi della Gioventù
I Giochi della Gioventù sono una manifestazione sportiva nazionale per studenti dai 7 ai 17 anni, creati nel 1968 dal presidente del CONI Giulio Onesti, con l'aiuto di altri dirigenti sportivi come Mario Mazzuca, Mario Vivaldi e Bruno Fabjan.
Essi includono varie discipline dell'atletica leggera: velocità, mezzofondo, salto in alto, salto in lungo, getto del peso e lancio del vortex.

## Storia
La manifestazione si disputò per la prima volta nel maggio del 1969 e fu interrotta nel 1996.
Nel 2007, dopo 11 anni d'interruzione e un anno di test event, sono stati nuovamente ripristinati con lo slogan "Tutti protagonisti, nessuno escluso"; nel nuovo spirito più partecipativo che competitivo, erano state eliminate le fasi nazionali.
Nel 2017 calò definitivamente il sipario sull'evento.
Nel 2023 è stato presentato un disegno di legge per l'istituzione dei nuovi Giochi della Gioventù, i quali torneranno da settembre 2023.
Nel 2025 è stata pubblicata in gazzetta ufficiale la legge 25 marzo 2025, n. 41 concernente "Disposizioni per la promozione della pratica sportiva nelle scuole  e istituzione dei Nuovi giochi della gioventú."